# Mary Ainsworth
Mary Dinsmore Salter Ainsworth (* 1. Dezember 1913 in Glendale, Ohio; † 21. März 1999 in Charlottesville, Virginia) war eine US-amerikanisch-kanadische Entwicklungspsychologin und mit John Bowlby und James Robertson Hauptvertreterin der Bindungstheorie.

## Leben
Mary Salter wurde als älteste von drei Schwestern in eine Akademikerfamilie geboren; beide Eltern waren promoviert und legten großen Wert auf eine umfangreiche geisteswissenschaftliche Bildung. Das Buch Character and the Conduct of Life von William McDougall weckte in der 15-Jährigen den Wunsch, Psychologin zu werden.
Mary Salter nahm ihr Psychologiestudium 1929 an der University of Toronto auf, erhielt 1936 den M.A. und wurde 1939 promoviert. Danach arbeitete sie dort mehrere Jahre als Dozentin. 1942 trat sie in die kanadische Armee ein, in der sie den Rang eines Majors erreichte. Nach ihrer Militärdienstzeit kehrte sie nach Toronto zurück, lehrte weiterhin Persönlichkeitspsychologie und forschte ebenfalls auf diesem Gebiet. 1945 bis 1946 arbeitete sie als Superintendent of Women’s Rehabilitation im Department of Veteran Affairs in Ottawa und 1945 bis 1950 als Assistenzprofessorin und Research Fellow am Institute of Child Study an der University of Toronto.
1950 heiratete sie Leonard Ainsworth und begleitete ihn nach London, damit er sein Studium am University College beenden konnte. Sie trat im gleichen Jahr eine Stelle als Senior Research Psychologist in der von John Bowlby geleiteten Forschungsgruppe an der Tavistock Clinic an, die den Einfluss der Trennung von Mutter und Kind auf die kindliche Entwicklung untersuchte. Ein Ergebnis dieser Untersuchung war, dass für eine vergleichende Analyse zuerst die gesunde Mutter-Kind-Beziehung erforscht werden müsste. Als Leonhard Ainsworth eine Stelle beim East African Institute of Social Research in Uganda angeboten wurde, reiste Mary Ainsworth 1954 mit ihm und führte als Senior Research Fellow am Makrere College in Kampala ein Feldforschungsprojekt über die vorbildlichen Mutter-Kind-Beziehungen beim Volk der Ganda durch, das sie in ihrem Buch Infancy in Uganda beschrieb. 1956 zog das Ehepaar Ainsworth nach Baltimore, wo Mary an der Johns-Hopkins-Universität Psychologie als Dozentin, ab 1958 als Assistenzprofessorin und von 1963 bis 1975 als ordentliche Professorin lehrte. Von 1957 bis 1984 lehrte sie Psychologie am Center for Advanced Studies der University of Virginia, ab 1975 als Professorin, ab 1976 als Commonwealth Professorin und ab 1984 als emeritierte Professorin. 1992 wurde sie in die American Academy of Arts and Sciences gewählt.
Nach der Scheidung von Leonhard 1962 führte sie ihre Studien über die Mutter-Kind-Bindung fort und untersuchte die Interaktion von Müttern und Kindern unter natürlichen Bedingungen. In diesem Zusammenhang besuchte sie regelmäßig Familien, um das Verhalten von Müttern und Kindern zu beobachten. Mary Ainsworth starb im Alter von 85 Jahren.

## Werk
Mary Ainsworth entwickelte in den 70er Jahren mit der sogenannten Fremden Situation („Strange Situation Test“ 1970–1978) ein Setting zur Erforschung kindlicher Bindungsmuster. Für die standardisierte Verhaltensbeobachtung von einjährigen Kindern wählte sie ein Wartezimmer mit Spielecke, wie sie in Arztpraxen üblich sind. Nachdem eine fremde Person eingetreten ist, verlässt die Mutter den Raum für kurze Zeit. Durch diese Trennung von der Mutter, welche für einjährige Kinder in der unbekannten Umgebung eine Belastung darstellt, sollte Bindungsverhalten beobachtet werden können. In Anwesenheit der Mutter dagegen sollten die Kinder sich sicher fühlen und in der Lage sein, die Umgebung zu erkunden.
Ainsworth stellte mehrere Ausprägungen von Bindungstypen fest, welche sich innerhalb dieser Interaktion mit der Bindungsperson entwickeln können: sicher, unsicher-vermeidend und unsicher-ambivalent. Bei der ersten Gruppe mit „sicherer“ Bindung fand das in Bowlbys Bindungstheorie vorhergesagte ausgewogene Wechselspiel zwischen Nähesuchen und Erkundung (Explorationsverhalten) statt, wobei die Mutter als sichere Basis diente. Die zweite Gruppe, die Ainsworth als „vermeidend“ bezeichnete, zeigte ein starkes Erkundungs-, aber wenig Bindungsverhalten und schien kaum unter der Trennung zu leiden. Diese Kinder vermieden den Körper- und Blickkontakt zur Mutter. Die „ambivalenten“ Kinder der dritten Gruppe zeigten kaum Erkundungsverhalten, waren stets in der Nähe der Mutter, litten sehr stark unter der Trennung und waren wütend auf die Mutter, wenn sie wieder zurückkam.

## Auszeichnungen
Ainsworth erhielt sieben Preise für hervorragende wissenschaftliche Beiträge (Distinguished Scientific Contribution Awards) von verschiedenen nationalen wissenschaftlichen Organisationen inklusive den Granville Stanley Hall Award der American Psychological Association (APA).

## Schriften
- mit John Bowlby: Mutterliebe und kindliche Entwicklung. E. Reinhardt, München/Basel 1995, ISBN 3-497-01366-8.
- mit John Bowlby: Frühe Bindung und kindliche Entwicklung. E. Reinhardt, München/Basel 2001, ISBN 3-497-01566-0.
- mit Boston: Psychodiagnostic assessment of a child after prolonged separation in early childhood. In: British Journal of Medical Psychology. Band 25, 1952, S. 169–201.
- mit John Bowlby: Research strategy in the study of mother—child separation. In: Courier de la Centre International de l'Enfance. Band 4, 1954, S. 105–113.
- mit L.H. Ainsworth: Measuring Security in Personal Adjustment. World Books, 1958.
- mit John Bowlby: Child Care and the Growth of Love. Penguin Books, 1965.
- Infancy in Uganda: Infant Care and the Growth of Love. Johns Hopkins University Press, 1967.
- Infant attachment, with some preventive and clinical implications. In: Dialogue. Band 6, 1983, S. 41–49.
- Patterns of infant—mother attachments: Antecedents and effects on development. In: Bulletin of the New York Academy of Medicine. Band 61, 1985, S. 771–791.
- Attachment beyond infancy. In: American Psychologist. Band 44, 1989, S. 709–716.
- mit John Bowlby: An ethological approach to personality development. In: American Psychologist. Band 46, 1991, S. 333–341.